# Баян адарга
Баян адарга (монг. Баян адарга) — сомон аймаку Хентій, Монголія. Площа 2,9 тис. км², населення 2,5 тис., здебільшого халха. Центр сомону селище Баян дуурлиг лежить за 440 км від Улан-Батора, за 154 км від міста Ундерхаан.

## Рельєф
Ґрунти — чорнозем. Гори Хух Чулуут 1434 м, Іх Барчгай, Адарга, Шар-Ундур, Баян-Ундур Баян-Улзийт, Богд-Лам, Шувуут та ін. Долини Улаан Чулуут, Хух Чулуут, Чайхан Шувуут та ін. Річки Онов, Шуус, Хуйтен, Хуйтен, Чайхан, Арангат. Озера Сайнцагаан, Холбоо, Шийр, Улан, Баян.

## Клімат
Клімат різко континентальний. Щорічні опади 200—400 мм, середня температура січня −20°-25°С, середня температура липня +16°+18°С.

## Природа
Водяться лисиці, песці, тарбагани, олені, кабани, вовки, різні види птахів. Річки та озера багаті на рибу. Багатий лісами та ягодами. Рослинність гірська та польова.

## Корисні копалини
Сомон багатий на кольорові метали, плавиковий шпат.

## Соціальна сфера
Є школа, лікарня, культурний та торговельно-обслуговуючий центри.